# 大谷洌子
大谷 洌子（おおたに きよこ、1919年1月1日 - 2012年5月8日）は、昭和期の声楽家（ソプラノ）、歌手。出生年を1921年とする文献もある。

## 経歴
広島県広島市国泰寺町（現・中区国泰寺町）出身。両親はいずれも広島一中（現・広島国泰寺高校）の教師だった。1940年武蔵野音楽学校卒業。同期生に高英男、木下忠司がいる。原信子に師事。
同年、ビクターレコードから歌手デビュー。1941年に、柴田睦陸と「出せ一億の底力」を吹き込む。
1942年には、灰田勝彦と、「ジャワのマンゴ売り」や「空の神兵」を吹き込みヒットさせている。
前年、第10回毎日音楽コンクール声楽部門入賞をきっかけに藤原歌劇団歌舞伎座公演『ファウスト』の主役・マルガレーテ役に抜擢されオペラ界にデビュー、新人でマルガレーテを演じた冽子は「オペラ界のシンデレラ」ともてはやされた。しかし、オペラ上演はやがて戦時体制化で禁止され、JOFK（NHK）嘱託としてラジオで行進曲や軍歌を歌った。
本格的なオペラ歌手としてのスタートは、戦後1946年1月、藤原歌劇団の復活公演『椿姫』だった。この公演はオペラ時代の幕開けともなった。以来『蝶々夫人』『カルメン』『ラ・ボエーム』等に主演し同団の花形スターとなった。マスコミでも盛んに取り上げられ、「アサヒグラフ」や「婦人公論」、「新女苑」などの雑誌、週刊誌でグラビアを飾った。
1952年から1957年にかけてアメリカとイタリアを始め欧州各地へ留学、ニューヨークのタウンホールで独演会を開く等した。1955年12月31日、『第6回NHK紅白歌合戦』に初出場（曲は「チリビリビン」）。この『紅白』の大谷の歌のラジオ中継の音声が現存する。
1957年にはオペラ『夕鶴』でつう役を務めた。日本オペラ振興会常務理事等の要職の他、1963年から母校・武蔵野音楽大学に請われ講師。その他、作陽音楽大学客員教授、日本大学芸術学部講師、東京声専音楽学校・昭和音楽大学講師、のち昭和音楽芸術学院校長等を務め多くの後進を育てた。
1976年にはイラン・テヘラン歌劇場で『蝶々夫人』を演出するなど世界的なソプラノ歌手として知られた。
1989年、勲四等宝冠章を受章。
2012年5月8日、呼吸不全のために逝去。93歳没。

## 主な舞台出演
- 日本合唱団（藤原歌劇団）公演『ファウスト』マルガレーテ（1942年6月29・30日・7月1日、歌舞伎座）[2]
- 藤原歌劇団公演『ボエーム』ミミ（1943年4月3-5日、東京劇場）[3]
- 藤原歌劇団公演『セビリアの理髪師』ロジーナ（1943年5月28～30日、歌舞伎座）[3]
- 藤原歌劇団公演『椿姫』ヴィオレッタ（1946年1月27-31日、帝国劇場）[4]
- 藤原歌劇団公演『カルメン』ミカエラ（1946年4月27-30日・5月2-5日、帝国劇場）[5]
- 藤原歌劇団公演『道化師』ネッダ（1946年9月20-30日、帝国劇場）[6]
- 藤原歌劇団公演『椿姫』ヴィオレッタ（1947年1月16-21日、大阪毎日会館）[7]
- 藤原歌劇団公演『ボエーム』ミミ（1947年2月13-23日、帝国劇場）[8]
- 藤原歌劇団公演『カルメン』ミカエラ（1947年12月6-25日、帝国劇場）[9]
- 藤原歌劇団公演『セビリアの理髪師』ロジーナ（1948年3月5-20日・23-30日、帝国劇場）[10]
- 藤原歌劇団公演『椿姫』ヴィオレッタ（1948年5月28日-6月3日、有楽座）[10]
- 藤原歌劇団公演『蝶々夫人』蝶々さん（1948年9月1-12日、帝国劇場）[11]
- 藤原歌劇団公演『春香』春香（1948年11月20-26日、有楽座）[12]
- 藤原歌劇団公演『カルメン』ミカエラ（1949年1月15-28、帝国劇場）[13]
- 藤原歌劇団公演『椿姫』ヴィオレッタ（1949年3月12-25日、帝国劇場）[14]
- 藤原歌劇団公演『蝶々夫人』蝶々さん（1949年8月2-24日、帝国劇場）[15]
- 藤原歌劇団公演『エウゲニ・オネーギン』タチアーナ（1949年12月2-14日、帝国劇場）[16]
- 藤原歌劇団公演『カルメン』ミカエラ（1950年2月7-12日、日比谷公会堂）[17]
- 藤原歌劇団公演『椿姫』ヴィオレッタ（1950年2月15-28日、有楽座）[17]
- 藤原歌劇団公演『ビアンカ』ビアンカ（1950年6月25・26日、日比谷公会堂）[18]
- 藤原歌劇団公演『ジプシー男爵』ザフィ（1950年9月28・29日、名古屋市公会堂）[19]
- 藤原歌劇団公演『ファウスト』マルガレーテ（1950年12月15-29日、帝国劇場）[19]
- 藤原歌劇団公演『カルメン』ミカエラ（1951年2月26-28日、歌舞伎座）[20]
- 藤原歌劇団公演『ミニョン』フィリーヌ（1951年9月1-14日、新橋演舞場）[21]
- 藤原歌劇団公演『蝶々夫人』蝶々さん（1951年12月19-23日、新橋演舞場）[22]
- 藤原歌劇団公演『ヘンゼルとグレーテル』グレーテル（1952年1月28日、日比谷公会堂）[22]
- 藤原歌劇団公演『夕鶴』つう（1952年1月30日-2月6日、大阪朝日会館、2月7日京都公楽会館）[23]
- NHK・藤原歌劇団公演『タンホイザー』ヴェーヌス（1952年5月28-30日、歌舞伎座）[24]
- NHK・藤原歌劇団公演『ドン・ジョヴァンニ』ツェルリーナ（1952年7月3-5日、日比谷公会堂）[25]
- グルリット・オペラ協会公演『椿姫』ヴィオレッタ（1952年10月3・4日、名古屋市公会堂）[26]
- 日本ビクター創立25周年記念公演『夕鶴』つう（1952年10月30日、新橋演舞場）[27]

## NHK紅白歌合戦出場歴
| 年度/放送回              | 曲目         | 対戦相手 |
| ------------------------ | ------------ | -------- |
| 1955年（昭和30年）/第6回 | チリビリビン | 柴田睦陸 |

## 脚註
1. ↑  訃報:大谷洌子さん93歳＝声楽家 毎日新聞 2012年5月9日閲覧
2. ↑  増井敬二・昭和音楽大学オペラ研究所『日本オペラ史　～1952』（水曜社、2003）p279
3. 1 2  増井p289
4. ↑  増井p327
5. ↑  増井p331
6. ↑  増井p332
7. ↑  増井p333
8. ↑  増井p334
9. ↑  増井p342
10. 1 2  増井p344
11. ↑  増井p346
12. ↑  増井p357
13. ↑  増井p348
14. ↑  増井p351
15. ↑  増井p352
16. ↑  増井p353
17. 1 2  増井p380
18. ↑  増井p382
19. 1 2  増井p385
20. ↑  増井p391
21. ↑  増井p393
22. 1 2  増井p394
23. ↑  増井p399
24. ↑  増井p402
25. ↑  増井p404
26. ↑  増井p405
27. ↑  増井p400